# Tomás Bérard
Tomás Bérard, o Bérault o Béraud (fallecido 1273), fue el vigésimo gran maestre de la Orden del Temple. 

## Biografía
Se duda sobre su origen. Para unos era italiano y para otros inglés.
Sucedió en 1256 al gran maestre Renaud de Vichiers. Ejerció sus altas funciones en las más tristes circunstancias, sucesivamente hipotecado en las querellas de su orden con la de los Hospitalarios, y siendo testigo de los progresos del sultán mameluco Baibars, quien, poco a poco, obligó a los cristianos de Palestina a encerrarse tras los muros de San Juan de Acre, último baluarte del Reino de Jerusalén.
En fecha 9 de octubre de 1258, Tomás Bérard, actual gran maestre, se reunió con Hugo de Revel, gran maestre del Hospital, y Anno de Sangerhausen, maestre de los Teutónicos para firmar un tratado en el cual ponían fin a las disputas entre las órdenes, ya que se veían opacadas por la invasión mongol hacia los territorios sarracenos. 
El gran maestre Tomás Bérard murió en 1273.
| Predecesor: Renaud de Vichiers | Gran maestre de la Orden del Temple 1256 - 1273 | Sucesor: Guillaume de Beaujeu |